# Калидонская охота

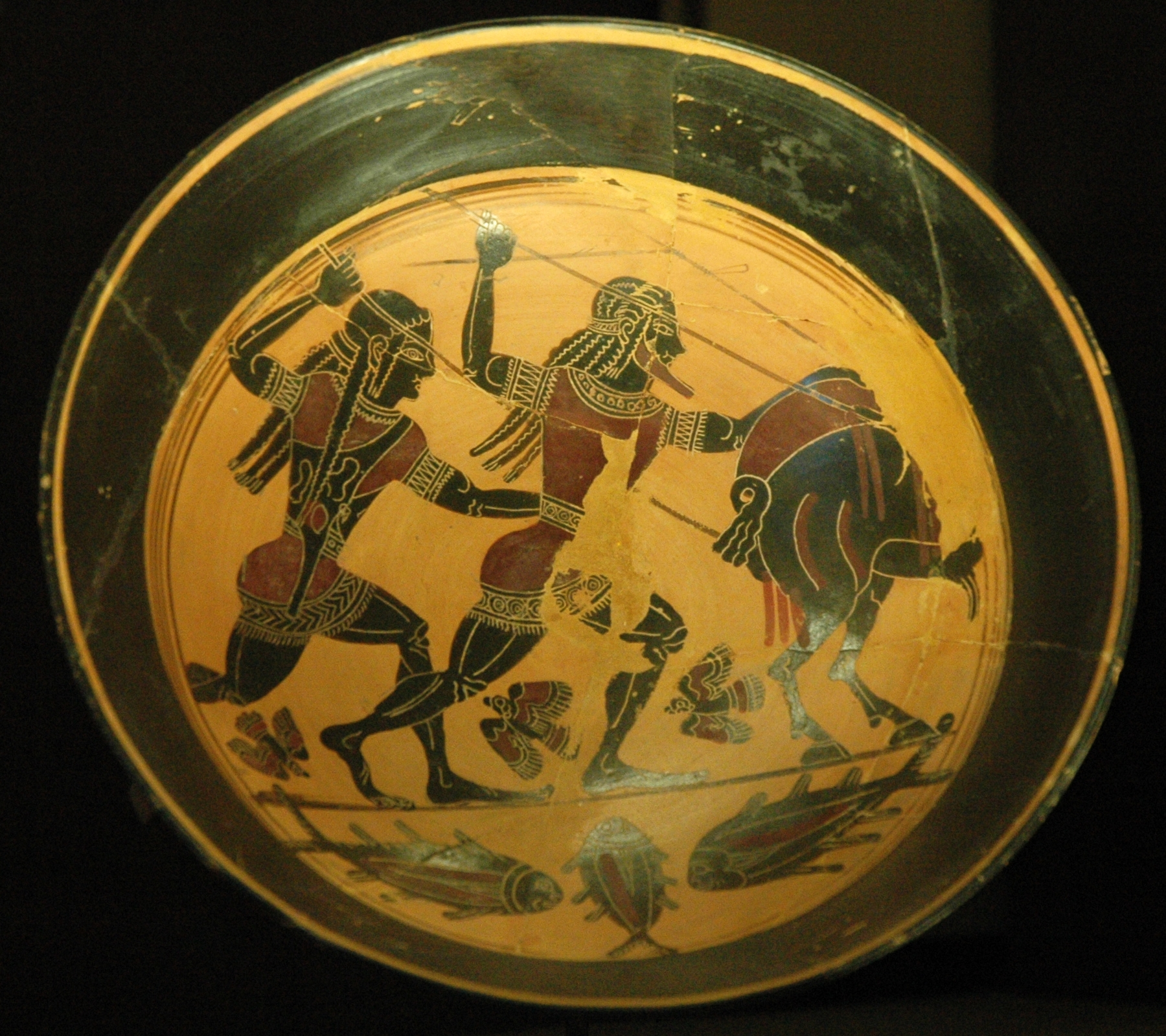
Лаконская ваза с изображением Калидонской охоты

Калидо́нская охо́та — в древнегреческой мифологии охота на калидонского вепря (др.-греч. Καλυδώνιος κάπρος), в которой участвовали храбрейшие воины Греции. Среди них были Кастор и Полидевк из Спарты, Тесей из Афин, Нестор из Пилоса, Ясон из Иолка, Адмет из Фив и другие.
Вепрь был рожден кроммионской свиньёй. Наслан на калидонские поля Артемидой, которой царь Калидона Ойней (Эней) забыл принести жертву при совершении ежегодных жертв всем богам.
Вепрь убил несколько человек, но был побеждён Мелеагром. Стрела Аталанты попала вепрю в спину. Потом Амфиарай попал в глаз, а Мелеагр добил вепря. Шкуру вепря Мелеагр отдал Аталанте — деве-воительнице, первой ранившей зверя, что вызвало обиду других охотников. Разгорелась схватка, в которой Мелеагр убил двух своих дядей по матери. Это привело в дальнейшем к междоусобной войне, в ходе которой Мелеагр погиб.
Клыки вепря лежали в храме Афины Алеи в Тегее, их забрал император Август. Ко времени Павсания один из них сломался, а другой был в храме Диониса в императорских садах Рима. Шкура вепря осталась в храме Афины Алеи.
Калидонская охота стала источником сюжетного материала для пьес Фриниха («Плевронянки»), Софокла («Мелеагр»), Еврипида («Мелеагр»).